# Каннский кинофестиваль 1985
38-й Каннский кинофестиваль 1985 года, проходивший с 8 по 20 мая в Каннах (Франция). На пресс-конференции фильма «Детектив» в лицо режиссёру Жан Люку Годару запустили торт с криками «Непонятно» (речь шла о фильме). Годар облизнулся, протер очки и сказал: «А всё-таки, это вкусно!»

## Жюри
- Милош Форман, кинорежиссёр ( США) — председатель
- Клод Имберт, журналист ( Франция)
- Эдвин Збонек, кинорежиссёр ( Австрия)
- Франсис Вебер, кинорежиссёр и сценарист ( Франция)
- Жоржи Амаду, писатель ( Бразилия)
- Мауро Болоньини, режиссёр ( Италия)
- Мишель Перес, кинокритик ( Франция)
- Моника Тойбер, актриса ( США)
- Нестор Альмендрос, кинооператор ( Аргентина)
- Сара Майлз, актриса ( Великобритания)

## Фильмы в конкурсной программе
| Победители выделены отдельным цветом. |

| Название                       | Оригинальное название                              | Режиссёр         | Страна                |
| ------------------------------ | -------------------------------------------------- | ---------------- | --------------------- |
| Прощай, Бонапарт               | Adieu Bonaparte, وداعا بونابرت                     | Юсеф Шахин       | Египет, Франция       |
| Птаха                          | Birdy                                              | Алан Паркер      | США                   |
| Блаженство (фильм)             | Bliss                                              | Рэй Лоуренс      | Австралия             |
| Цыплёнок под уксусом           | Poulet au vinaigre                                 | Клод Шаброль     | Франция               |
| Парень из фирмы «Кока-Кола»    | The Coca-Cola Kid                                  | Душан Макавеев   | Австралия             |
| Полковник Редль                | Oberst Redl                                        | Иштван Сабо      | Венгрия, ФРГ, Австрия |
| Дерборанс                      | Derborence                                         | Франсис Рёссер   | Франция, Швейцария    |
| Детектив                       | Détective                                          | Жан-Люк Годар    | Франция, Швейцария    |
| Прощай, ковчег                 | さらば箱舟                                         | Сюдзи Тэраяма    | Япония                |
| Ничтожество                    | Insignificance                                     | Николас Роуг     | Великобритания        |
| Джошуа тогда и теперь          | Joshua Then and Now                                | Тед Котчефф      | Канада                |
| Поцелуй женщины-паука          | Kiss Of The Spider Woman, O Beijo da Mulher Aranha | Эктор Бабенко    | Бразилия, США         |
| Официальная версия             | La historia oficial                                | Луис Пуэнсо      | Аргентина             |
| Безумец на войне               | Scemo di guerra, Le fou de guerre                  | Дино Ризи        | Италия, Франция       |
| Маска                          | Mask                                               | Питер Богданович | США                   |
| Мисима: Жизнь в четырёх главах | Mishima: A Life in Four Chapters                   | Пол Шредер       | США                   |
| Бледный всадник                | Pale Rider                                         | Клинт Иствуд     | США                   |
| Свидание                       | Rendez-vous                                        | Андре Тешине     | Франция               |
| Две жизни Маттиа Паскаля       | Le due vite di Mattia Pascal                       | Марио Моничелли  | Италия                |
| Папа в командировке            | Otac na službenom putu                             | Эмир Кустурица   | Югославия             |

## Особый взгляд
- Частное торжество
- A.K.
- Долгая ночь (фильм, 1985)
- Фестиваль огней
- Латиноамериканец
- Чай в гареме Архимеда
- Милый, дорогой, любимый, единственный...
- Господин де Пурсоньяк
- Тайны Алексины
- Ориана
- Отче наш
- Токио-Га
- Das Mal des Todes
- Dediščina
- Une femme en Afrique
- Il diavolo sulle colline

## Фильмы вне конкурсной программы
- Ночь
- Прыжок
- Шелковая туфля
- Волшебная ночь
- Парная
- Изумрудный лес
- История Гленна Миллера
- Пурпурная роза Каира
- Свидетель

## Короткометражные фильмы
- Юбилей Жоржа
- Женитьба
- Узник
- Stop

## Награды
- Золотая пальмовая ветвь: Папа в командировке, режиссёр Эмир Кустурица
- Гран-при: Птаха
- Приз жюри: Полковник Редль
- Приз за лучшую мужскую роль: Уильям Хёрт — Поцелуй женщины-паука
- Приз за лучшую женскую роль:
  - Норма Алеандро — Официальная версия
  - Шер — Маска
- Приз за лучшую режиссуру: Андре Тешине — Свидание
- Золотая пальмовая ветвь за короткометражный фильм: Женитьба, режиссёр Слав Бакалов и Румен Петков
- Приз за художественный вклад: Джон Бэйли, Эйко Исиока и Филип Гласс — Мисима: Жизнь в четырёх главах
- Технический гран-при: Ничтожество, режиссёр Николас Роуг
- Золотая камера: Ориана, режиссёр Фина Торрес
- Перспективная Кино награда: Visage de chien, режиссёр Яцек Гонсёровский
- Приз международной ассоциации кинокритиков (ФИПРЕССИ):
  - Папа в командировке, режиссёр Эмир Кустурица
  - Пурпурная роза Каира, режиссёр Вуди Аллен
  - Лица женщин, режиссёр Дезире Экаре
- Приз экуменического (христианского) жюри: Официальная версия, режиссёр Норма Алеандро
- Приз экуменического (христианского) жюри — особое упоминание: Le temps d'un instant
- Награда международной федерации футбольных ассоциаций (FIFA): Extended Play, режиссёр Дэвид Касчи
- Приз молодёжного жюри:
  - Приз молодёжного жюри (иностранное кино): Танец с незнакомцем, режиссёр Майк Ньюэлл
  - Приз молодёжного жюри (французское кино): Чай в гареме Архимеда, режиссёр Мехди Шареф